# Pterospondylus trielbae
Pterospondylus trielbae es la única especie conocida del género dudoso extinto Pterospondylus ("vértebra con alas") de dinosaurio terópodo celofisoide, que vivió a finales del período Triásico, hace aproximadamente 208 millones de años, en el Rhaetiense, en lo que es hoy Europa.

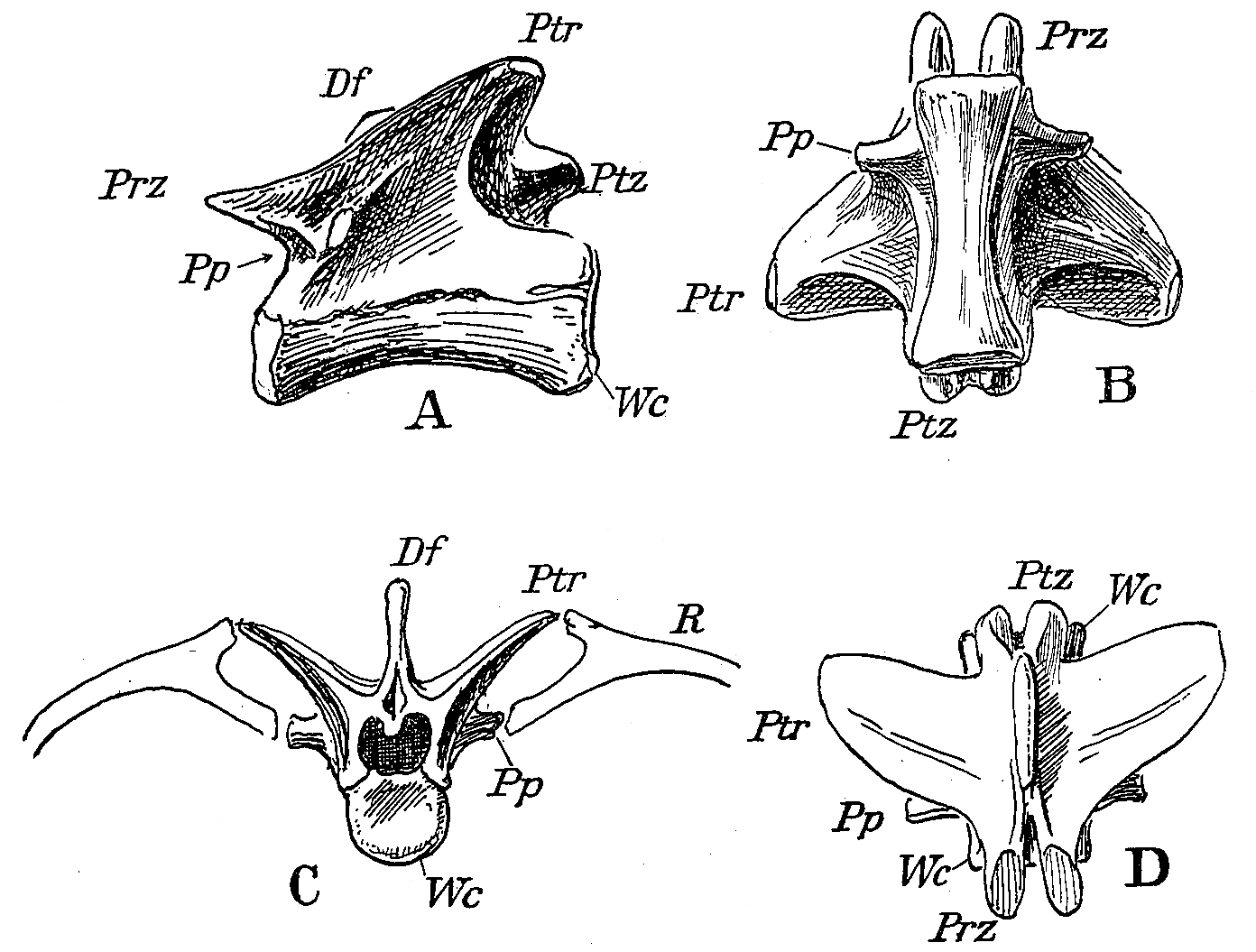
Vértebra holotipo vista de varios ángulos.

Sus restos fueron encontrados la formación Trossingen de Alemania. La especie tipo, Pterospondylus trielbae, fue descrita por Jaekel en 1913-14 basándose en una parte posterior de una vértebra solitaria.  el nombre específico derivada de "Tri", en referencia al período Triásico, y "Elba", para el área del río Elba Se lo considera cercano al Procompsognathus, o mejor aún se lo considera como un sinónimo con este, a pesar de ser basado en una vértebra que es dos veces el tamaño del hueso correspondiente al del Procompsognathus.